# Revisionsprotokoll
Revisionsprotokoll är ett protokoll där revisorn kan framhålla för styrelsen, förvaltningsrådet, verkställande direktören eller andra ansvariga faktorer som inte ingår i revisionsberättelsen eller i den kompletterande rapporten till revisionskommitté. Detta protokoll skall utan dröjsmåls  behandlas och förvaras på ett tillförlitligt sätt.(1141/2015) Det används inom revision i Finland. Bestämmelser kring revisionsprotokollet finns reglerat i Revisionslagen. Det är inget måste att ha med revisionsprotokoll i bokslut, men om revisorn anser att det är väsentligt kan det uppgöras.

## Reglering
Revisionsprotokoll regleras enligt finsk lagstiftning genom Revisonslagen. I kapitel 3 7§ 
Ett revisionsprotokoll är alltså inget måste, men det kan finnas med i revisionen. (1141/2015)
I internationell lagstiftning finns revisionsprotokoll  inte nämnd. Eftersom finsk lagstiftning måste stämma överens med EU:s lagstiftning har deras lagstiftning också beaktas när man har uppgjort kraven på revisionsprotokoll. EU:s lagstiftning tar i sin  förordning N:o 537/2014 upp  att “Medlemsstaterna får fastställa ytterligare krav i förhållande till innehållet i revisionsberättelsen.”. Det finns dock ramar kring vad dessa krav kan hänföra sig till. Exempelvis får revisionsberättelsen inte innehålla korshänvisningar till den kompletterande rapporten som skall överlämnas till revisionskommittén. Revisionsprotokollet är sålunda något som Finland valt att inkludera i sin lagsiftning, fast inte EU:s lagstiftning kräver det. (EUR-Lex u.å.)
Vid jämförelse av den finska lagstiftning och lagstiftningen från USA är Auditing Standards 16 till viss del motsvarande. Till denna standard hör bland annat att revisorn skall bilda sig en förståelse av villkor gällande revisionsansvar tillsammans med revisionskommittéen och sammanställa den förståelsen skriftligt. Där skall ingå revisorns objektivitet och ansvar, samt ledningens ansvar. Denna sammanställning kallas för engagement letter och skall uppgöras årligen åt revisionskommittéen. (Public Company Accounting Oversight Board 2018)

## Revisionsprotokoll i praktiken
Revisionsprotokollet är ett icke-officiellt dokument i vilket revisorn tar upp sådana påståenden som inte nämns i revisionsberättelsen. Dessa påståenden anses inte vara tillräckligt väsentliga för att nämnas i revisionsberättelsen, men ändå tillräckligt viktiga att de bör nämnas. (Ketola 2013)
Revisorn skapar revisionsprotokollet i samband med granskning av bokslut. Anmärkningarna i protokollet kan bland annat handla om bokslutet, verksamhetsberättelsen eller bokföringsmetoden. I protokollet kan revisorn också anmärka ifall tidigare års brister eller fel inte har rättats. Det färdiga revisionsprotokollet ges till styrelsen eller någon ansvarig person i företaget. Sedan går man oftast igenom protokollet på ett styrelsemöte, och förvara sedan revisionsprotokollet som en bilaga till styrelsemötets protokoll. (Ketola 2013)

## Källförteckning
- EUR-Lex (u.å.). EUROOPAN PARLAMENTIN JA NEUVOSTON ASETUS (EU) N:o 537/2014. Tillgänglig: http://eur-lex.europa.eu/legal-content/FI/TXT/?uri=CELEX:02014R0537-20140616&qid=1473844359810. Hämtad: 22.04.2018.
- ISO UPDATE (2018). How to Become a Third Party Auditor. Tillgänglig: http://isoupdate.com/resources/becoming-a-third-party-auditor/ . Hämtad 29.4.2018.
- Ketola, A. (2013) Uuden tilintarkastuslain muutokset vanhaan verrattuna. Opinnäytetyö. Saimaan ammattikorkeakoulu.
- Public Company Accounting Oversight Board (2018). Auditing Standard No. 16. Tillgänglig: https://pcaobus.org/Standards/Auditing/Pages/Auditing_Standard_16.aspx. Hämtad: 22.04.2018.
- Revisionslagen (1141/2015)
- Vamsi Krishna, M. (2014). To Provide A Privacy Preserving Auditing Protocol In Cloud Computing Using Tpa. International Journal of Science Engineering and Advance Technology. Vol. 2, nr. 11, s. 737-740.